# Freya Allan
Freya Allan, född 6 september 2001, är en engelsk skådespelerska som är mest känd för sin roll som prinsessan Cirilla i Netflix-serien The Witcher.
Allan spelade en mindre roll i det första avsnittet av The War of the Worlds.
Allan medverkar tillsammans med Henry Cavill och Anya Chalotra i Netflix-serien The Witcher, en fantasy-dramaserie skapad av Lauren Schmidt Hissrich anpassad från Sagan om häxkarlen av den polska författaren Andrzej Sapkowski. Hon rollbesattes ursprungligen för en liten roll i det första avsnittet, men blev senare rollbesatt för huvudrollen som Ciri. Allan bodde i Budapest, Ungern, i åtta månader medan serien inspelades. Allan kommer att medverka i andra säsongen av The Witcher, som planeras för produktion i London i början av 2020[uppföljning saknas] och kommer att debutera 2021.

## Filmografi

### Film
- Bluebird
- The Christmas Tree
- Captain Fierce
- Gunpowder Milkshake
- Baghead
- Kingdom of the planet of the apes

### TV serier
- Into the Badlands
- The War of the Worlds
- The Witcher
- The Third Day